# Gaio Papirio Masone
Gaio Papirio Masone (in latino Gaius Papirius Maso; 270 a.C. circa – 213 a.C.) è stato un console della Repubblica romana.

## Biografia
Raggiunse il consolato nel 231 a.C., come unico rappresentante della Gens Papiria. Lo stesso anno, nel nord della Corsica, sconfisse i ribelli Corsi, che ritirandosi sulle montagne, nel Fiumorbo, inflissero gravi perdite ai romani guidati da Aulo Papirio Masone.
Trattò con i Corsi raggiungendo un accordo di protettorato. La Sardegna e Corsica diventarono la seconda provincia romana. Fu pontifex e morì nel 213 a.C..